# Peleteria subandina
Peleteria subandina là một loài ruồi trong họ Tachinidae.